# Telespiza cantans
La palila de Laysan (Telespiza cantans) es una especie de ave paseriforme de la familia Fringillidae endémica de Hawái, más concretamente de la isla de Laysan, aunque ha sido introducida en algunos pequeños atolones de las Islas de Sotavento con diferente éxito, y todavía manteniendo pequeñas poblaciones en el atolón Pearl y Hermes.

## Descripción y comportamiento
Es un fringílido grande, de unos 19 cm de largo. Tiene un pico grande y poderoso, con las mandíbulas ligeramente cruzadas. El macho es amarillo en el pecho y la cabeza, amarillo grisáceo en el dorso y en el obispillo, y partes inferiores de color blanco apagado. Sus alas son negras, y la cola también es negra en el centro y amarilla dorada en los laterales. La hembra y los jóvenes tienen un plumaje parecido al del macho, pero con más gris por el dorso y la nuca, un ligero barrado en la cabeza y el pecho, y un barrado más intenso en el dorso. Además los bordes de su cola no son amarillos, sino grises.
Su canto es parecido al de un canario, y su reclamo es un gorjeo parecido al del Carpodacus mexicanus. 
Es una especie omnívora: su dieta se compone de insectos, flores, frutas, semillas y raíces. También se alimenta, sobre todo en momentos de escasez, de huevos de otras aves y de carroña. Cría en las matas herbáceas de Eragrostis variabilis.

## Estado de conservación
Se le estima una población de entre 5.000 y 20.000 ejemplares. Las principales amenazas a su conservación son los procesos estocásticos, como huracanes o sequías. Además en el actual escenario de calentamiento global, se predicen subidas del nivel del mar de hasta 2 metros, lo que en un atolón como Laysan con 12 metros de altura máxima, agravaría los fenómenos catastróficas y reduciría su hábitat. Las especies invasoras también pueden suponer un problema, como lo fueron en el pasado.